# سیارک ۱۲۳۲۱
سیارک ۱۲۳۲۱ (به انگلیسی: 12321 Zurakowski، نامگذاری:1992PZ1) دوازده هزار و سیصد و بیست و یکمین سیارک کشف شده‌است که در ۴ اوت ۱۹۹۲ کشف شد.
قدر مطلق سیارک برابر ۱۲.۹ است.